# 諮議局

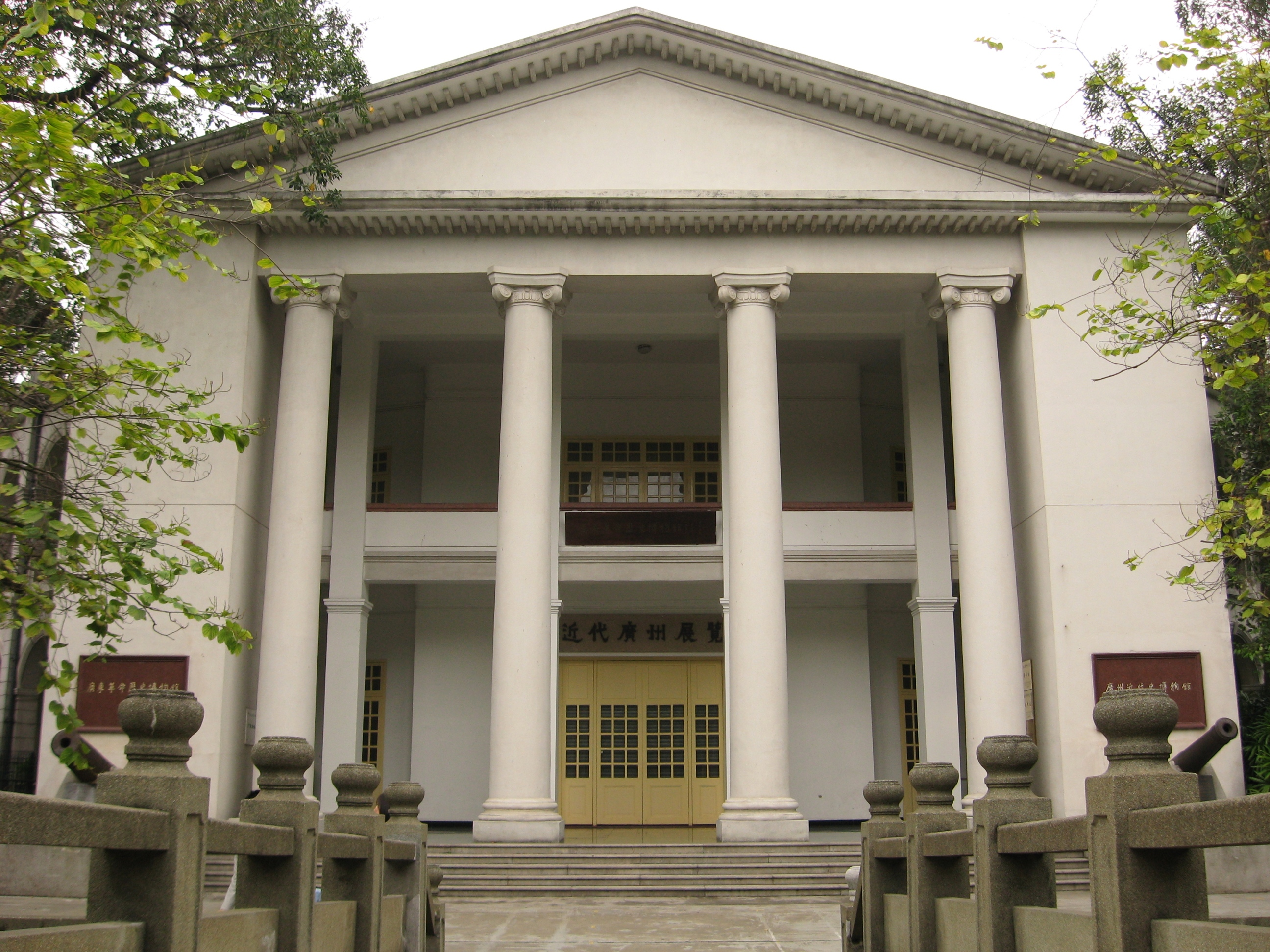
廣東諮議局舊址

諮議局是清朝末年立憲運動中，於1909年10月於各省成立的省級議會準備機構，諮議局議員選舉是中國歷史上第一次民意代表選舉。依據《諮議局章程》及憲政編查館所述，該機構在官方認知看僅為裒集一省輿論之處所，地位並不能與資政院相比、也不能逾越妨礙國家統一之大權，是作為對省政利弊興革事務作指陳和集議的議政機構——且諮議局的決議案都必須由督撫衙署下設的會議廳（行政內部的行政合議機構）審查，整個架構法定上受制於督撫領導而缺乏議會權限職能。

## 成立背景
在預備立憲的準備方案中，提及要成立諮議局及資政院，作為未來議會政治的準備。在1908年發布的〈資政院奏擬訂資政院院章摺〉中，除了指出為了立憲要先設立中央的民意機構資政院之外，並提及「各省亦應有採取輿輪之所，卑其指陳通省利病，籌計地方治安，並為資政院儲才之階。」，是為諮議局成立的根據。1908年7月再頒布《各省諮議局章程及議員選舉章程》，規定了諮議局選舉的方式，並要求各省於一年內成立。

## 各省諮議局及議員名額

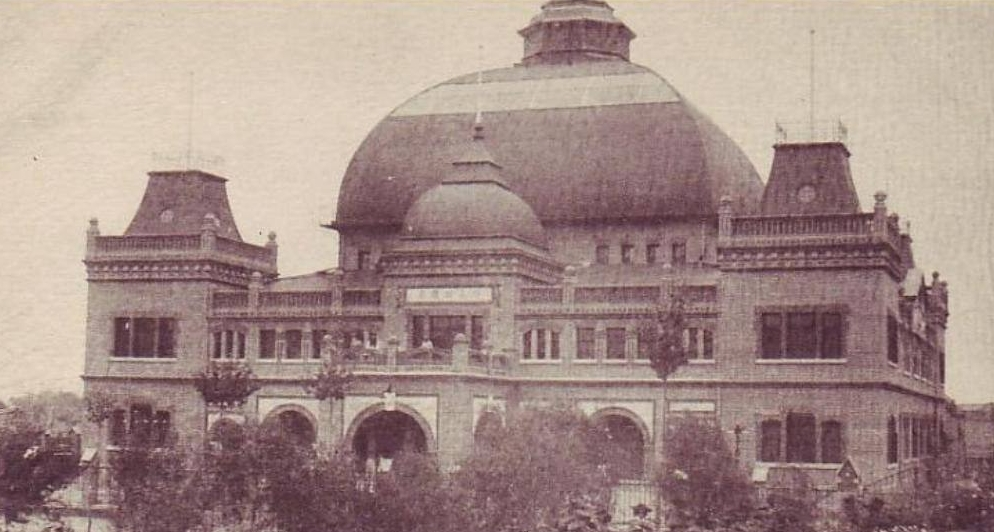
天津顺直諮議局

原計劃中在全國二十二省中成立二十三個諮議局，其中江蘇省因原有二布政使分駐於江寧、蘇州，故預定設二局，但江蘇人反對分割為二，故合成一局，而新疆省地方官則上書認為該省教育程度不足，暫緩辦理，故截至1909年9月共設二十一局。
各省議員名額，並非以人口為基準，而主要根據原本科舉制中，各省所取學額的百分之五，科舉學額是根據所謂「文風盛衰」而定的。江蘇因漕糧（由東南地區漕運京師的稅糧）負擔較多，又有增額。另京師及旗人駐防省分有專為旗人所設的名額1至3名。
各省議員名額：奉天：50。吉林：30。黑龍江：30。直隸：140。江蘇：121。安徽：83。江西：93。浙江：114。福建：72。湖北：80。湖南：82。山東：100。河南：96。山西：86。陝西：63。甘肅：43。四川：105。廣東：91。廣西：57。雲南：68。貴州：39。

## 選舉資格及選舉方式
根據《各省諮議局章程及議員選舉章程》，選舉人資格需要符合幾個條件之一的本省籍25歲以上男子：「1.曾在本省地方辦理學務及其他公益事務滿三年以上，卓著成績者；2.曾在本國或外國中學堂同等或中學以上的學堂畢業得文憑者；3.有貢生員以上的出身者；4.曾任實缺職官文七品武五品以上未被參革者；5.在本地方有五千元以上的營業資本或不動產者。」如非本省籍，則需年滿35歲、寄籍十年，或在該地有一萬元以上的資本或不動產。
被選舉人則除了前述條件之外，尚需30歲以上。
後來登記全國合格選民僅為人口百分之0.42%。除了身分、性別、財產等限制本身排除了大多數人之外，也有些財產符合資格的人，因對於選舉權利不了解也不熱衷，反而害怕財產為政府所知一些而被加派稅捐，因此不願登記為選民。
選舉方式採用複選制，第一回先由選民選出候選人，第二輪再由候選人互選，選出正式的議員。（正式議員約為候選人五至十分之一）。

## 選舉經過及議員組成
咨议局设议长1 人，副议长2 人，常驻议员为议员总数的20%，当选者须过半数。正副议长、议员任期3 年，常驻议员任期1 年，可连任一次。议员由复选产生，议员除现行犯罪外，任期内不经咨议局批准，不得逮捕。督抚监督咨议局的选举及会议。
一般人民投票情形冷淡，投票率不高，各省約百分之十到二十左右。部分地區如東三省，近同官員指派。其中也出現有賄選、搶奪選票等不法情事。部分進步省分如江蘇省，獲得較好的評價。
議員組成方面，有傳統功名的士紳佔了絕大多數。其中部分同時受過新式教育及留學國外，曾擔任官職的也不少，部分則屬於財力背景不差之人。

## 諮議局的權限功能
諮議局的決議案都必須由督撫衙署下設的會議廳（行政內部的行政合議機構）審查，兩者權力制衡。大清翰林院仕讀吳士鍳擔憂諮議局阻礙行政，1910年2月憲政編查館頒《议复吴士鉴奏请申明议案权限折》，指谘议局只是「各省采取舆论之所，并为资政院储才之地」，「其性质既与联邦议会不同，亦与地方自治有别，实介于二者之间，而为一时权宜之法」，「谘议局只能任决议，而不能强迫督抚施行」。憲政編查館在1910年9月《頒行各省會議廳規則折》擴大了督撫對會議廳的掌控。由此可見，諮議局並未有如現代各國一級行政區劃的議會具有真正的立法權，而是偏向顧問性質。
但地方領袖的議員，取得此一身份後，開始積極參與地方政事，並以各種方式，包括抗議行動，來獲得實際影響地方政府的權力，而因為他們的組成為地方士紳為主，地方官員一般也需要尊重其意見。例如湖南諮議局要求湖南巡撫發行公債需經諮議局通過，後來上諭也承認「該撫未先交諮議局議決，係屬疏漏」，承認了諮議局的影響力。
此外，中央的咨詢機構資政院中的民選議員，是由各省的諮議局中選出，由督撫覆核選定。

## 後續影響
在諮議局成立之前，立憲派人士雖有各種自發性支持憲政的組織，如預備立憲公會、憲政公會等，但組織較鬆散，且未獲得官方重視甚至常被查禁，也缺乏統一力量。而諮議局的成立，使立憲派有了合法的機構來組織他們的行動。例如在1909年9月各省諮議局召開之後，1909年10月15日各省議員即在上海成立了各省諮議局聯合會，聯合各省議組織相關活動，因此諮議局議員成為如國會請願運動的主力，對立憲運動的推展有很大的影響。
後來在1911年，不少立憲派人士轉而支持革命，在四川的保路運動以及各省的辛亥革命中，各省的諮議局也成為重要助力，促成了革命的成功，並在民國初年成為地方議會的基礎。

## 引用資料
1. 1 2 3  关晓红（2007）. 独断与合议:清末直省会议厅的设置及运作;历史研究,2007年06期,65-81頁.
2. ↑  . 人民网. 2013-09-16  [2019-01-06]. （原始内容存档于2020-11-07）.
3. ↑  张, 继良. . 北京大学. 2013  [2022-09-25]. ISBN 978-7-301-23620-8. （原始内容存档于2022-09-25）.
4. ↑  張朋園《立憲派與辛亥革命》（台北：中國學術著作獎勵委員會，1969），頁12
5. ↑  張朋園《立憲派與辛亥革命》，頁12-13
6. ↑  張朋園《立憲派與辛亥革命》，頁13-15
7. ↑  張朋園《立憲派與辛亥革命》，頁17-22
8. ↑  張朋園《立憲派與辛亥革命》，頁28-31
9. ↑  《政治官报》第821号，1910年2月6日，第7－9页。
10. ↑  費正清主編，張玉法主譯《劍橋中國史晚清篇（下）》（台北：南天書局，1987年），頁446-447
11. ↑  古偉瀛《清廷的立憲運動(1905-1911): 處理變局的最後抉擇》（台北：知音出版社，1989年），頁155-156
12. ↑  費正清主編，張玉法主譯《劍橋中國史晚清篇（下）》，頁447
13. ↑  張朋園《立憲派與辛亥革命》，頁9-10
14. ↑  古偉瀛《清廷的立憲運動(1905-1911): 處理變局的最後抉擇》，頁158-159